# Alfredo Marceneiro
Alfredo Marceneiro, eigentlich Alfredo Rodrigo Duarte, (* 25. Februar 1891 in Lissabon; † 26. Juni 1982 ebenda) war ein portugiesischer Fado-Sänger und -Komponist.

## Leben
Alfredo Duartes Vater war Schuster. Alfredo Duarte trat 1908 das erste Mal öffentlich auf, war schon mit 20 Jahren ein relativ bekannter Fado-Sänger und lernte die großen Fadisten seiner Zeit kennen. Über 30 Jahre war dies nur Nebenerwerb; seinen Lebensunterhalt verdiente er als Schiffszimmerer. Als im Zweiten Weltkrieg die Arbeitszeiten auf zwölf Stunden täglich verlängert wurden, nahm er an einem Streik teil, verließ die Werft und arbeitete nur noch als Sänger. Duarte hatte sich bescheiden den Künstlernamen Marceneiro – „der Zimmerer“ – gegeben: Er sang in seinem Lied O Marceneiro (Text von Armando Neves), dass er seine Lieder eigentlich auch nur so zurechtzimmere.
In Wahrheit war er einer der bedeutenden Sänger der authentischen Fado-Tradition, der mit Ercília Costa, Hermínia Silva und Berta Cardoso zu den Wegbereitern dieses Genres gehörte und durchaus um seinen Wert wusste: Normalerweise wurde Fado in Gaststätten vorgetragen, wo viel Lärm war. Wenn es Alfredo Duarte alias Marceneiro zu laut wurde, hörte er auf zu singen und stampfte kurz mit dem Fuß auf, dann gab es Ruhe. Er sang mit hoher Stimme, überwiegend im Falsett, über das Leben der einfachen Leute. Im Lissabon seiner Zeit war seine Beliebtheit unübertroffen. So wurde er bei einer Veranstaltung im Café Luso 1948 in Anwesenheit von Amália Rodrigues, der „Königin des Fados“, und anderen Fado-Größen zum König des Fado ausgerufen.
Alfredo Marceneiro gilt als der Förderer, der Amália Rodrigues zum Erfolg verhalf. Im Gegensatz zu dem ihren blieb sein Ruhm begrenzt. Von der Diktatur blieb er unbehelligt, er biederte sich nicht an und wurde als reiner Fado-Künstler in Ruhe gelassen. Die von ihm erhaltenen Tonaufnahmen dokumentieren den klassischen Fado ohne Anpassung an ein Massenpublikum. Alfredo Marceneiro blieb bis ins hohe Alter aktiv, er trat letztmals 1980 auf, mit fast neunzig Jahren.
Zu Marceneiros musikalischen Nachfolgern gehörte Camané.